# Schansejit Tüimebajew

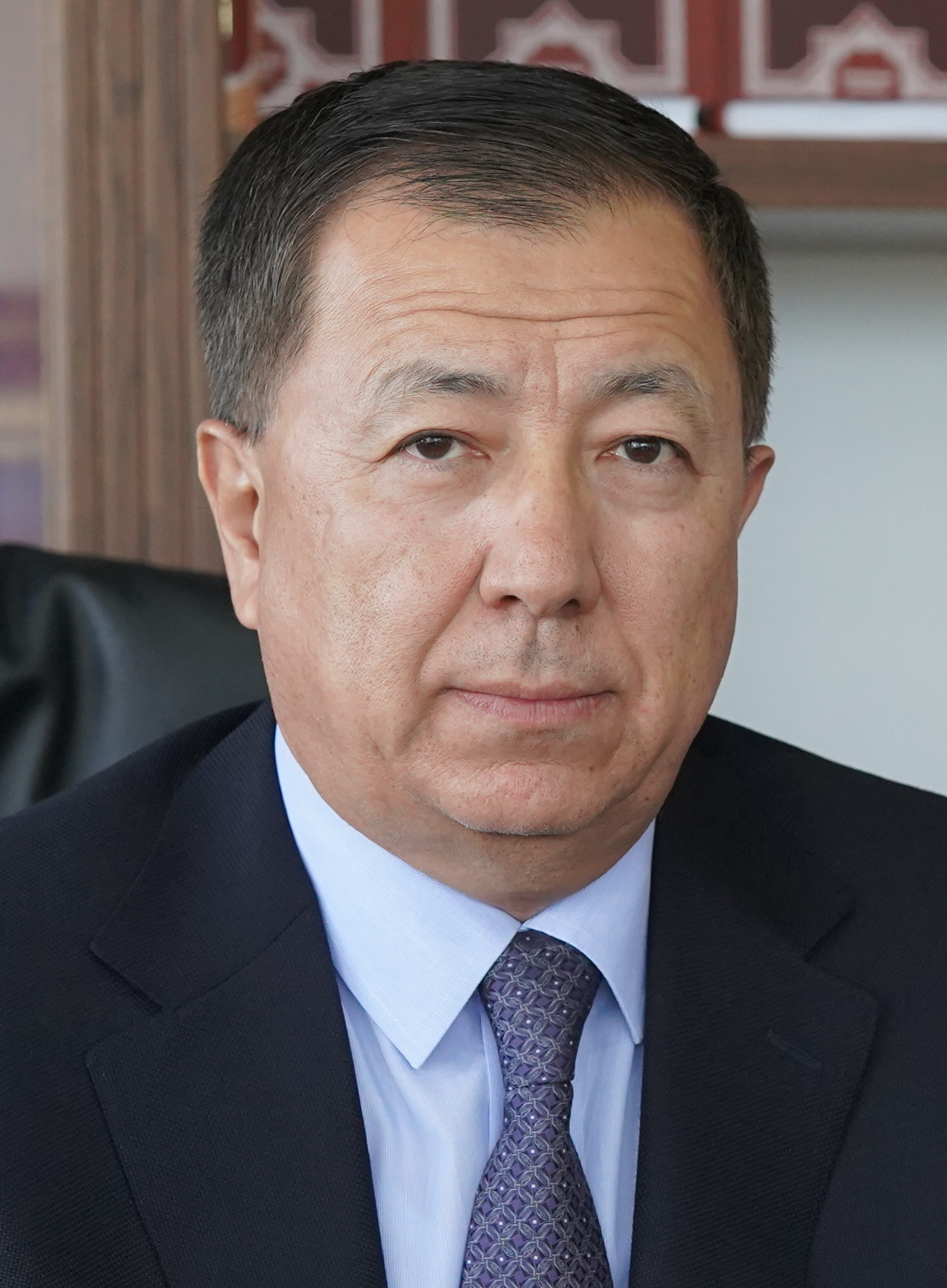
Schansejit Tüimebajew (2020)

Schansejit Qansejituly Tüimebajew (kasachisch Жансейіт Қансейітұлы Түймебаев Janseiıt Qanseiıtūly Tüimebaev, russisch Жансеит Кансеитович Туймебаев Schanseit Kansentowitsch Tuimebajew; * 8. Juli 1958 in Kainar, Kasachische SSR) ist ein kasachischer Diplomat und Politiker. Seit Februar 2021 ist er Rektor der Al-Farabi-Universität.

## Leben
Tüimebajew wurde 1958 im Dorf Kainar im heutigen Audan Bäidibek in Südkasachstan geboren. Er schloss 1980 sein Studium an der staatlichen kasachischen Universität in Alma-Ata am Institut für Sprache und Literatur ab. Ein weiterer Abschluss kam 2000 an der Russischen Staatlichen Sozialuniversität in Moskau hinzu. 2008 erlangte er einen Doktortitel in Philologie.
Nach dem Studienabschluss 1980 arbeitete und forschte er zunächst als Dozent an der staatlichen kasachischen Universität. Erst 1993 bekam er eine Stelle im kasachischen Außenministerium, wo er die Abteilung für die Staaten des Nahen Ostens und Afrika leitete. Bereits nach einem Jahr wurde er in den Außendienst versetzt und kam an die kasachische Botschaft in der Türkei. 1999 kehrte er nach Kasachstan zurück, um in den folgenden Jahren mit einer Unterbrechung im Jahr 1999, als er Generalkonsul in Istanbul war, in der Verwaltung des Präsidenten Nursultan Nasarbajew zu arbeiten. Von 2004 bis 2006 war er zusätzlich zu seinen bisherigen Tätigkeiten in der Präsidentenverwaltung auch Berater des Präsidenten. Am 1. Februar 2006 wurde Tüimebajew zum kasachischen Botschafter in Russland ernannt. Nach dem Rücktritt des kasachischen Premierministers Danial Achmetow im Januar 2007 wurde er im Kabinett von Kärim Mässimow neuer Minister für Bildung und Wissenschaft. Der kasachischen Regierung gehörte er rund drei Jahre lang an, bevor er im Oktober 2010 erneut in den diplomatischen Dienst ging und Botschafter in der Türkei wurde. Seit dem 7. Oktober 2016 bekleidete Tüimebajew das Amt des Äkim (Gouverneur) des Gebietes Türkistan (vormals Südkasachstan).
Am 6. Februar 2021 wurde er Rektor der Al-Farabi-Universität.

## Persönliches
Schansejit Tüimebajew ist verheiratet und hat zwei Kinder, eine Tochter und einen Sohn.